# Friedrich Briedel
Friedrich Briedel (ur. 1619 w Vysoké Mýto, zm. 15 października 1680 w Kutná Hora) – czeski poeta barokowy i jezuita.

## Życiorys
Wykładał poetykę i retorykę. Pracował jako kaznodzieja i misjonarz. Pisał pieśni religijne, kolędy, teksty modlitw i rozważań oraz wierszowane katechizmy. Jest autorem poematu mistycznego Co Bůh? Člověk? Zmarł, pomagając osobom chorym na dżumę.